# Edmund Karp
Edmund Karp (* 31. Dezember 1913 in Tallinn; † 27. August 2000 ebenda) war ein estnischer Fußball-, Basketball- und Volleyballspieler.

## Karriere
Edmund Karp wurde 1913 in Reval (heute: Tallinn), der Hauptstadt des Gouvernements Estland geboren. Ab dem Jahr 1936 spielte Karp als Fußballtorhüter fünf Jahre lang für den VVS Puhkekodu Tallinn.
Im Juni 1936 debütierte Karp in der Estnischen Fußballnationalmannschaft gegen Litauen in Kaunas. Im August desselben Jahres nahm Karp mit der Auswahl Estlands am Baltic Cup 1936 in Lettland teil. In diesem Wettbewerb kam er in der ersten von zwei Begegnungen gegen Litauen zum Einsatz. Bei der folgenden Austragung 1937 war er nicht im Kader, dafür aber 1938. Bei dem Turnier, das in seinem Heimatland ausgetragen wurde, spielte er in beiden Partien gegen Litauen und Lettland unter Nationaltrainer Bernhard Rein. Das Turnier wurde durch einen Sieg über Litauen und ein Unentschieden gegen Lettland zugunsten Estlands entschieden, das den Titel zum dritten Mal seit 1928 gewann.
Edmund Karp spielte zudem Volleyball und Basketball.

## Erfolge
- Estnischer Meister: 1945
- Baltic Cup: 1938